# Dix (Schiff)
Die Dix war eine Fähre der US-amerikanischen Reederei Seattle and Alki Point Transportation Company, die zwischen 1904 und 1906 im Personenverkehr im Puget Sound eingesetzt wurde. Sie war Teil der Puget Sound Mosquito Fleet, einer großen Flotte von Passagier- und Frachtschiffen, die im regelmäßigen Linienverkehr die Städte am Puget Sound miteinander verband und eine der damals wichtigsten Verkehrsverbindungen der Region darstellte.
Am 18. November 1906 kollidierte die Dix zwei Meilen nördlich von Alki Point, dem westlichsten Punkt der Stadt Seattle, mit dem zehnmal so großen Schoner Jeanie. Das Schiff sank fünf Minuten nach dem Zusammenstoß, 45 Menschen kamen ums Leben, darunter viele Frauen und Kinder. Der Untergang gilt als das schwerste Schiffsunglück im Puget Sound und ist nach dem Zugunglück von Wellington am 1. März 1910 mit 96 Toten das größte Unglück im Personenverkehr im US-Bundesstaat Washington.

## Das Schiff
Die 31 m lange aus Holz gebaute Fähre Dix entstand 1904 in der Bauwerft von Crawford and Reid in Tacoma (Washington). Ihre Eigner waren A. B. C. Dennison und W. L. Dudley, denen die Gesellschaft Seattle and Alki Point Transportation Company gehörte. Die Dix wurde für die kurze Strecke von der Elliott Bay (die Bucht, an der die Stadt Seattle liegt) nach Alki Point, dem westlichsten Punkt der Stadt, der an den Puget Sound grenzt, gebaut.
Die Dix sollte den alten Mosquito Fleet-Dampfer Sarah M. Renton (137 BRT) ersetzen. Das Schiff konnte auf zwei Decks bis zu 150 Passagiere befördern. Sie war sehr leicht gebaut und vor allen Dingen kopflastig, da sie sehr schmal war und die Decksaufbauten sehr hoch waren. Die Ausstellung des Zertifikats für Seetüchtigkeit wurde dem Schiff zweimal verweigert. Erst nachdem sieben Tonnen Kies in ihren Rumpf gebettet und fünf Tonnen Eisengewichte an ihrem Kiel befestigt worden waren, wurde das Schiff für seetauglich erklärt. Aber selbst danach galt die Dix als schwierig zu handhaben und neigte zum Rollen.
Beim Stapellauf der Dix kam es zu einem Ereignis, das später mit Hinblick auf das Schicksal des Schiffes als schlechtes Omen betrachtet wurde: Die Dix weigerte sich, die Rampen des Docks hinunterzugleiten, und musste von der Fairfield von der Tacoma Tug & Barge Company unter dem Kommando von Kapitän Sutter ins Wasser gezogen werden.
Die Dix begann ihren Dienst auf der für sie vorgesehenen Route Seattle–Alki Point, auf der sie mit dem Dampfer Manette in einem regelmäßigen Turnus pendelte und für die sie durchschnittlich 40 Minuten benötigte. Sie machte 19 Fahrten am Tag. Anfang 1905 wurde sie auf die Strecke Tacoma–Olympia verlegt. Da aber die Greyhound bereits diese Route bediente und vollkommen abdeckte, kehrte die Dix noch im selben Jahr zu ihrem ursprünglichen Fahrplan zurück.

## Die letzte Fahrt

### Beginn der Reise
Am Sonntag, dem 18. November 1906 um 19.24 Uhr, legte die Dix vom Colman Dock (heute Washington State Ferry Terminal) in Seattle zu einer weiteren Überfahrt ab. Dieses Mal fuhr sie nicht nach Alki Point, sondern sollte die kleine Gemeinde Port Blakely auf Bainbridge Island ansteuern. Sie ersetzte vorübergehend die Monticello, die eigentlich auf dieser Strecke eingesetzt war. Die Dix hatte 77 Passagiere und sechs Crewmitglieder an Bord und befand sich unter dem Kommando von Kapitän Percy A. Lermond, der 13 Jahre Erfahrung als Lotse und Schiffsführer im Puget Sound hatte.
Als das Schiff Fahrt aufnahm, war Lermond nicht auf der Kommandobrücke, sondern unter Deck, um die Fahrtkartengebühren der Passagiere einzuziehen. Normalerweise war dies Aufgabe eines Zahlmeisters, aber auf kleineren Schiffen wie der Dix war es durchaus üblich, dass der Kapitän diese Aufgabe übernahm. Dem Ersten Offizier Charles Dennison wurde das Kommando überlassen.
Das Wetter und die See an diesem Abend waren ruhig und klar. Der Dampfer passierte Alki Point in westlicher Richtung und lief bei einer konstanten Geschwindigkeit von 10,5 Knoten in den Puget Sound aus. Kapitän Lermond zog sich in seine Kabine zurück, um die Einnahmen zu zählen.

### Kollision und Untergang
Eine Meile vor dem Kap Duwamish Head kreuzte die Dix den Kurs des dreimastigen Dampf-Schoners Jeanie der Alaska Coast Company. Die Jeanie war mit ihren 1.071 BRT fast zehnmal so groß wie die Dix und hatte eine große Menge an Eisenerz geladen. Charles Dennison, über den sich später herausstellte, dass er in diesen Gewässern keine Lizenz als Steuermann besaß, lenkte die Dix direkt in den Kurs der Jeanie, die Vorfahrt hatte und die Dix bereits seit einigen Minuten beobachtet hatte. Kapitän Philip H. Mason an Bord des Schoners hatte bereits vorsichtshalber die Geschwindigkeit drosseln und das Schiffshorn ertönen lassen.
Dennison schien dies nicht wahrzunehmen und änderte den Kurs der Dix nach Steuerbord, was sie direkt vor den Bug des Schoners brachte. Mason ließ nun die Maschinen zurückstellen, um eine Kollision zu verhindern, trotzdem rammte die Jeanie ihren Bug in die Steuerbordseite der Dix. Die Erschütterung an Bord der Dix war enorm. Die Fähre wurde in zwei Stücke geteilt und krängte schwer nach Backbord, wodurch Tonnen von Seewasser in die Kabinenfenster und Promenadendecks gedrückt wurden. Das Gewicht des Wassers zusammen mit dem des Ballasts erwies sich als fatal. Die Dix nahm schnell große Mengen Wasser auf und sank fünf Minuten nach dem Zusammenstoß in 188 m tiefem Wasser. In der kurzen Zeit konnten keine Schwimmwesten verteilt oder Rettungsboote zu Wasser gelassen werden. Nur die Passagiere auf dem Oberdeck hatten eine Chance; sie wurden direkt ins Wasser gespült.
Kapitän Lermond, der überlebte, beschrieb den Untergang folgendermaßen: „Der Anblick faszinierte mich durch sein Grauen. Die Lichter brannten noch, und ich sah Menschen in den Kabinen. Der Ausdruck auf den Gesichtern zeugte von unbeschreiblicher Verzweiflung… Ich hörte Schreie, Gebete, Stöhnen, das Jammern eines Kindes und die Rufe all derer, die verzweifelt darum kämpften, an Deck zu gelangen.“ Lermond gab die Uhrzeit des Untergangs mit 19.42 Uhr an.
Die Mannschaft der Jeanie, die ohne Fahrt im Wasser lag, ließ zwei Rettungsboote zu Wasser und warf den Menschen im Wasser Seile zu. Eines der ersten Schiffe vor Ort war der Dampfer Florence K unter dem Kommando von Kapitän Cyprian T. Wyatt. Er nahm einige Überlebende an Bord und brachte sie nach Port Blakely, wo die Nachricht von dem Unfall bereits die Gemeinde alarmiert hatte.

## Nachspiel
45 der 83 an Bord befindlichen Passagiere und Besatzungsmitglieder kamen ums Leben, darunter Charles Dennison, der Chefingenieur George F. Parks und fast alle Frauen und Kinder an Bord. Möglicherweise gab es noch mehr Opfer, da es keine Passagierlisten gab und blinde Passagiere keine Seltenheit waren. Eine der wenigen weiblichen Überlebenden war die 13-jährige Alice Simpson, die zwar nicht schwimmen konnte, aber von einer Luftblase unter ihrem Rock über Wasser gehalten wurde, bis man sie rettete.
Nach dem Unglück wurde keine einzige Leiche geborgen; die Passagiere waren unter Deck gefangen gewesen und mit der Dix untergegangen. Bis auf einen Fender, ein Floß und eine Schwimmweste wurden auch keinerlei Trümmer gefunden. Das Schiff sank in so tiefen Gewässern, dass es bisher nicht gefunden wurde. Es wird vermutet, dass die Dix in eine Art Schlucht oder Unterwassercanyon rutschte, nachdem sie auf den Grund gesunken war.
Die meisten Passagiere stammten aus Port Blakely, wodurch die Gemeinde in einen tiefen Schockzustand versetzt wurde. Die Stadt verlor viele führende Mitglieder. Zahlreiche Familien hatten Angehörige zu beklagen. Im großen Sägewerk der Stadt stand zum ersten Mal in seiner Geschichte die Arbeit still. Auch die örtlichen Schulen wurden vorübergehend geschlossen. Die Bürger der Stadt versuchten vergeblich durchzusetzen, dass das Wrack gesprengt werde, um so die Toten bergen zu können.
Percy Lermonds Kapitänspatent wurde ihm vorübergehend entzogen, später aber wieder zuerkannt. Er befehligte nur noch Schlepper und keine Passagierschiffe mehr. Er ging 1933 in den Ruhestand und starb 1959 im Alter von 90 Jahren.
Das Unglück traf auch die Puget Sound Mosquito Fleet hart, denn diese Linienschiffe waren eines der Hauptverkehrsmittel Washingtons, die jährlich von zwei Millionen Menschen genutzt wurden. Mit Ausnahme des Untergangs der Clallam zwei Jahre zuvor hatte es selten einen Zwischenfall gegeben; die Mosquito Fleet galt als sicher und zuverlässig.
Der United States Marine Inspection Service unter Vorsitz von Bion B. Whitney und Robert A. Turner legte am 15. Dezember 1906 den Abschlussbericht seiner Untersuchung vor. Kapitän Mason von der Jeanie wurde von jeder Schuld freigesprochen. Stattdessen wurde die Verursachung des Unglücks dem Dienst habenden Ersten Offizier der Dix¸ Charles Dennison, angelastet, da er das Vorfahrtsrecht der Jeanie missachtet hatte. Es wurde zudem entdeckt, dass Dennison zwar als Erster Offizier zugelassen war, aber keine Berechtigung zur Führung eines Schiffes durch den Puget Sound hatte und daher die Dix nicht hätte lenken dürfen.